# آرثر ألبير
آرثر ألبير (بالإنجليزية: Arthur Alper)‏ (4 يونيو 1928 في الولايات المتحدة - ) هو لاعب كرة طائرة الولايات المتحدة.